# چوئونگ اک
چوئونگ اک (خمر: ជើងឯក، Cheung Êk) مشهور به مرکز نسل کشی چوئونگ، باغی سابق در پنوم پن، کامبوج است که بین سالیان ۱۹۷۵ و ۱۹۷۹ توسط خمرهای سرخ در انجام نسل‌کشی کامبوج به عنوان کشتارگاه مردم مورد استفاده قرار گرفت. این مکان در حدود ۱۷ کیلومتری (۱۱ مایلی) بازداشتگاه تیول اسلنگ قرار دارد. پس از سقوط رژیم خمرهای سرخ، اجساد ۸۸۹۵ قربانی از این محل خارج شد. افراد قربانی معمولاً برای صرفه جویی در استفاده مهمات با کلنگ اعدام و سپس در گورهای دسته‌جمعی دفن می‌شدند.
چوئونگ اک شناخته‌شده‌ترین کشتارگاه از حدود ۳۰۰ کشتارگاه است که در آن رژیم خمرهای سرخ به‌طور جمعی بیش از یک میلیون نفر را به عنوان بخشی از نسل‌کشی کامبوج بین سال‌های ۱۹۷۵ تا ۱۹۷۹ به‌طور جمعی اعدام کرد.

## توضیحات

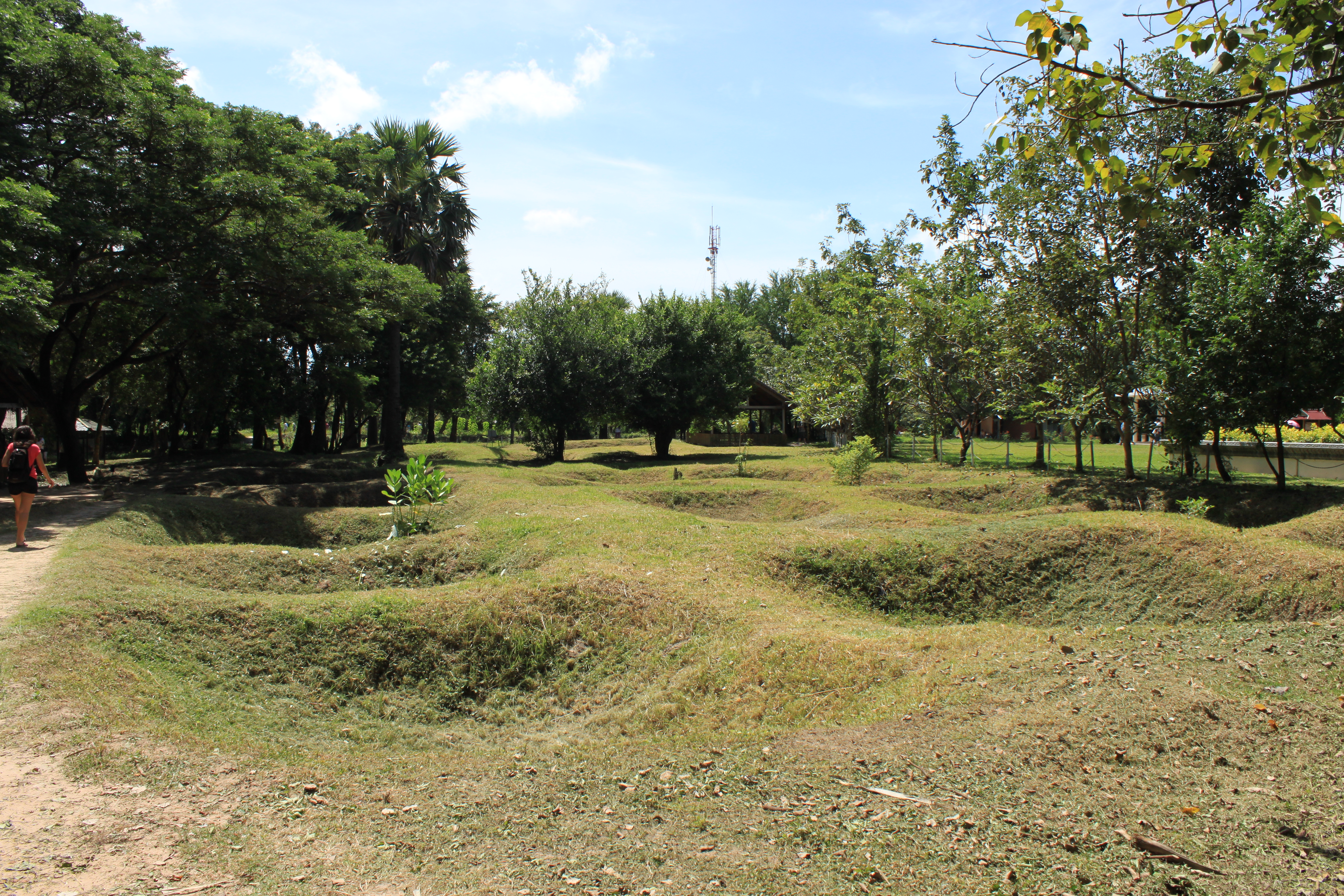
گورهای دسته جمعی در چئونگ اک

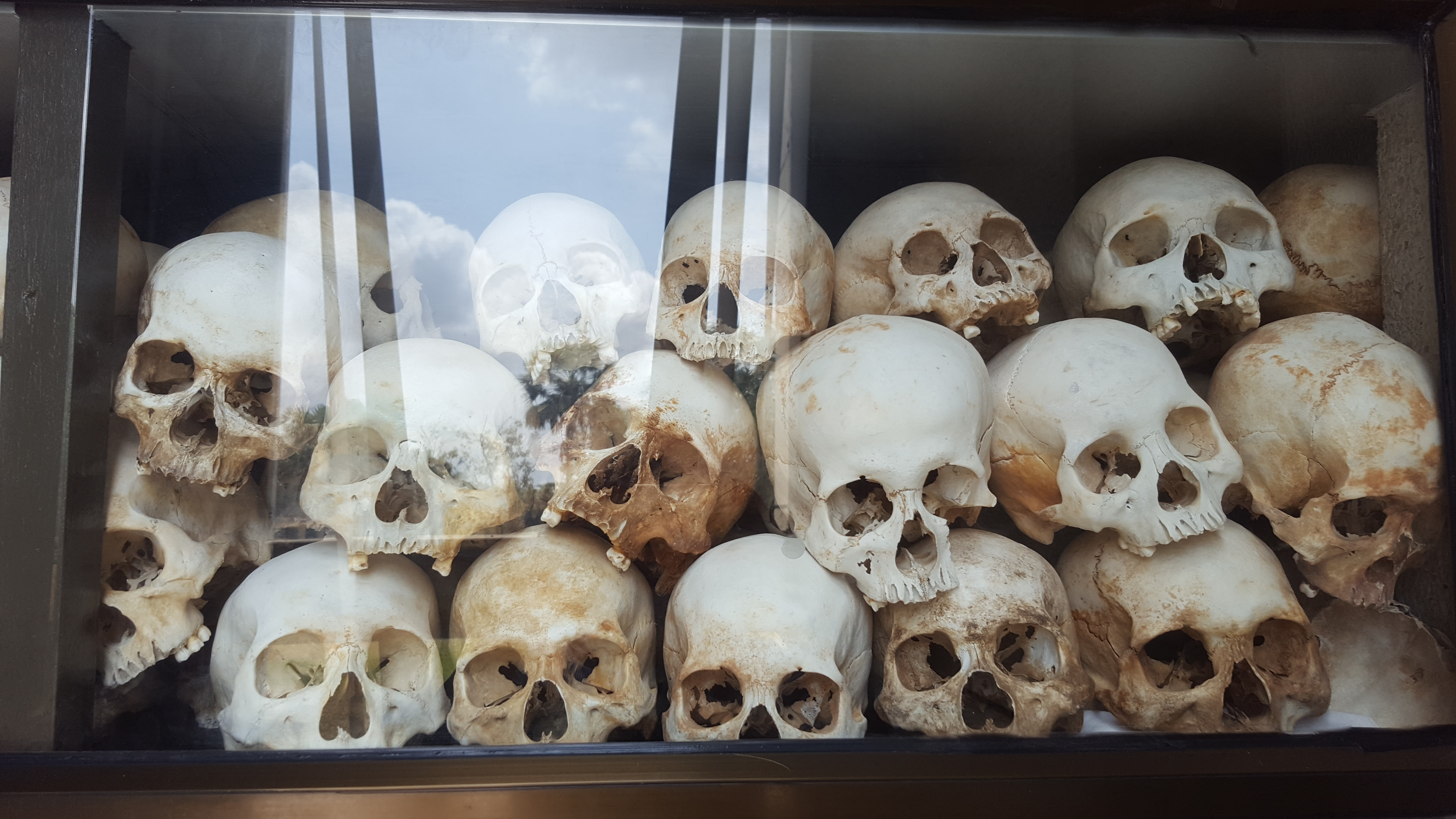
جمجمه های بیش از ۵۰۰۰ قربانی که در یک استوپا قرار داده شده است.

پس از سقوط رژیم خمرهای سرخ، گورهای دسته جمعی حاوی ۸۸۹۵ جسد در چوئونگ اک کشف شد. بسیاری از کشته شدگان زندانیان سیاسی سابق بودند که خمرهای سرخ در بازداشتگاه تیول اسلنگ و سایر بازداشتگاه‌های کامبوج نگهداری می‌کردند و سپس به این محل برای کشتن منتقل می‌کردند.
امروزه، چوئونگ اک به عنوان یک بنای یادبود با یک استوپا (معبد بودایی) مشخص شده است. این استوپا دارای دیواره‌هایی از جنس شیشه پلی متیل مناکریلات است و با بیش از ۵۰۰۰ جمجمه قربانیان پر شده است. برخی از طبقات پایین‌تر استوپا در طول روز باز هستند تا جمجمه‌ها به‌طور مستقیم قابل مشاهده باشند. بسیاری از این جمجمه‌ها شکسته یا خرد شده‌اند.
دولت کامبوج از گردشگران برای بازدید از چوئونگ اک دعوت می‌کند. علاوه بر استوپا، گودال‌هایی نیز وجود دارد که اجساد از آنها بیرون آورده شده است. هنوز هم استخوان‌های قربانیان در این مکان پراکنده هستند.
در ۳ مه ۲۰۰۵، شهرداری پنوم پن اعلام کرد که قراردادی ۳۰ ساله برای توسعه بنای یادبود چوئونگ اک با شرکت JC Royal منعقد کرده است. بر اساس این قرارداد، نباید به بقایای موجود در این مکان دست زده شود.

## در فرهنگ عامه
- فیلم میدان‌های کشتار، تصویری دراماتیک از رویدادهایی که در چوئونگ اک رخ داده است.